# Irreplaceable
"Irreplaceable" là một bài hát của nghệ sĩ thu âm người Mỹ Beyoncé nằm trong album phòng thu thứ hai của cô, B'Day (2006). Nó được phát hành như là đĩa đơn thứ ba trích từ album ở Hoa Kỳ và thứ hai trên toàn cầu vào ngày 23 tháng 10 năm 2006 bởi Columbia Records. Bài hát được đồng viết lời và sản xuất bởi Beyoncé, Ne-Yo cũng như hai thành viên Mikkel S. Eriksen và Tor Erik Hermansen thuộc đội sản xuất StarGate, bên cạnh sự tham gia đồng viết lời từ hai thành viên Espen Lind và Amund Bjørklund thuộc đội sản xuất Espionage. Ban đầu được sáng tác như là một bản nhạc đồng quê, "Irreplaceable" là một bản pop và R&B ballad mang nội dung đề cập đến sự tan vỡ trong mối quan hệ tình cảm của một cô gái với một người đàn ông không chung thủy, cũng như ẩn chứa những thông điệp về sự trao quyền cho phụ nữ. Trong quá trình sản xuất và thu âm, Beyoncé và Ne-Yo mong muốn tạo ra một bản thu âm mà mọi người thuộc cả hai giới đều có thể đồng cảm.
Sau khi phát hành, "Irreplaceable" nhận được những phản ứng tích cực từ các nhà phê bình âm nhạc, trong đó họ đánh giá cao quá trình viết lời bài hát và sản xuất nó, đồng thời gọi đây là một điểm nhấn nổi bật từ B'Day. Ngoài ra, bài hát còn gặt hái nhiều giải thưởng và đề cử tại những lễ trao giải lớn, bao gồm một đề cử giải Grammy cho Thu âm của năm tại lễ trao giải thường niên lần thứ 50. "Irreplaceable" cũng tiếp nhận những thành công vượt trội về mặt thương mại, đứng đầu các bảng xếp hạng ở Úc, Ireland và New Zealand, và lọt vào top 10 ở nhiều quốc gia khác, trong đó vươn đến top 5 ở những thị trường lớn như Canada, Hà Lan và Vương quốc Anh. Tại Hoa Kỳ, nó đạt vị trí số một trên bảng xếp hạng Billboard Hot 100 trong mười tuần liên tiếp, trở thành đĩa đơn quán quân thứ tư của Beyoncé tại đây. Tính đến nay, nó đã bán được hơn 11 triệu bản trên toàn cầu, trở thành đĩa đơn bán chạy thứ mười của năm 2007 cũng như là một trong những đĩa đơn bán chạy nhất mọi thời đại.
Video ca nhạc cho "Irreplaceable" được đạo diễn bởi Anthony Mandler, trong đó Beyoncé hóa thân thành một cô gái đang quan sát người bạn trai cũ của cô thu dọn đồ đạc ra khỏi nhà (do Bobby Roache thủ vai), xen kẽ với những cảnh nữ ca sĩ trình diễn bài hát với ban nhạc của cô, Suga Mama. Nó đã nhận được một đề cử tại giải Video âm nhạc của MTV năm 2007 cho Video của năm. Để quảng bá bài hát, Beyoncé đã trình diễn "Irreplaceable" trên nhiều chương trình truyền hình và lễ trao giải lớn, bao gồm The Ellen DeGeneres Show, Today, giải thưởng Âm nhạc Mỹ năm 2006 và giải thưởng Âm nhạc Thế giới năm 2006, cũng như trong nhiều chuyến lưu diễn của cô. Kể từ khi phát hành, nó đã được hát lại và sử dụng làm nhạc mẫu bởi nhiều nghệ sĩ, như Taylor Swift, Lily Allen, Sugarland và Kate Nash. Ngoài ra, một phiên bản tiếng Tây Ban Nha cho bài hát cũng được phát hành với tiêu đề "Irreemplazable", đã lọt vào bảng xếp hạng ở một số quốc gia.

## Danh sách bài hát
Đĩa CD #1 tại châu Âu
1. "Irreplaceable" (bản album) – 3:47
2. "Ring the Alarm" (Freemasons Club phối chỉnh sửa) – 3:26

Đĩa CD #2 tại châu Âu
1. "Irreplaceable" (bản album) – 3:47
2. "Ring the Alarm" (Freemasons Club phối chỉnh sửa) – 3:26
3. "Ring the Alarm" (Karmatronic phối lại) – 3:10
4. "Ring the Alarm" (Tranzformas phối lại) (hợp tác với Collie Buddz) – 4:12
5. "Ring the Alarm" (video ca nhạc) – 3:40

Đĩa CD tại Hoa Kỳ
1. "Irreplaceable" (bản album) – 3:47
2. "Irreplaceable" (không lời) – 3:48

## Xếp hạng
| Bảng xếp hạng (2006-12)                             | Vị trí cao nhất |
| --------------------------------------------------- | --------------- |
| Úc (ARIA)                                           | 1               |
| Áo (Ö3 Austria Top 40)                              | 11              |
| Bỉ (Ultratop 50 Flanders)                           | 13              |
| Bỉ (Ultratop 50 Wallonia)                           | 25              |
| Canada (Canadian Hot 100)                           | 2               |
| Cộng hòa Séc (Rádio Top 100)                        | 4               |
| Đan Mạch (Tracklisten)                              | 9               |
| Châu Âu (European Hot 100 Singles)                  | 7               |
| Phần Lan (Suomen virallinen lista) "Irreemplazable" | 13              |
| Pháp (SNEP)                                         | 10              |
| Đức (Official German Charts)                        | 11              |
| Hungary (Rádiós Top 40)                             | 1               |
| Ireland (IRMA)                                      | 1               |
| Ý (FIMI)                                            | 10              |
| Ý (FIMI) "Irreemplazable"                           | 3               |
| Hà Lan (Dutch Top 40)                               | 3               |
| Hà Lan (Single Top 100)                             | 5               |
| New Zealand (Recorded Music NZ)                     | 1               |
| Na Uy (VG-lista)                                    | 8               |
| Romania (Romanian Top 100)                          | 4               |
| Scotland (OCC)                                      | 5               |
| Thụy Điển (Sverigetopplistan)                       | 19              |
| Thụy Sĩ (Schweizer Hitparade)                       | 9               |
| Anh Quốc (OCC)                                      | 4               |
| Hoa Kỳ Billboard Hot 100                            | 1               |
| Hoa Kỳ Adult Contemporary (Billboard)               | 10              |
| Hoa Kỳ Adult Pop Airplay (Billboard)                | 15              |
| Hoa Kỳ Hot Latin Songs (Billboard) "Irreemplazable" | 4               |
| Hoa Kỳ Dance Club Songs (Billboard)                 | 1               |
| Hoa Kỳ Pop Airplay (Billboard)                      | 1               |
| Hoa Kỳ Rhythmic (Billboard)                         | 1               |
| Venezuela Pop Rock (Record Report)                  | 4               |

| Bảng xếp hạng (2006)                            | Vị trí |
| ----------------------------------------------- | ------ |
| Australia (ARIA)                                | 23     |
| Australia Urban (ARIA)                          | 16     |
| Ireland (IRMA)                                  | 17     |
| Netherlands (Dutch Top 40)                      | 41     |
| Netherlands (Single Top 100)                    | 71     |
| Sweden (Sverigetopplistan)                      | 88     |
| Switzerland (Schweizer Hitparade)               | 96     |
| UK Singles (Official Charts Company)            | 29     |
| Bảng xếp hạng (2007)                            | Vị trí |
| Australia (ARIA)                                | 42     |
| Australia Urban (ARIA)                          | 19     |
| Europe (European Hot 100 Singles)               | 42     |
| Germany (Official German Charts)                | 79     |
| Hungary (Rádiós Top 100)                        | 44     |
| Italy (FIMI)                                    | 53     |
| Italy (FIMI) "Irreemplazable"                   | 89     |
| Netherlands (Dutch Top 40)                      | 102    |
| Netherlands (Single Top 100)                    | 99     |
| Romania (Romanian Top 100)                      | 27     |
| UK Singles (Official Charts Company)            | 120    |
| US Billboard Hot 100                            | 1      |
| US Adult Contemporary (Billboard)               | 24     |
| US Hot Dance Club Songs (Billboard)             | 43     |
| US Hot Latin Songs (Billboard) "Irreemplazable" | 49     |
| US Hot R&B/Hip Hop Songs (Billboard)            | 7      |
| US Pop Songs (Billboard)                        | 3      |
| US Rhythmic (Billboard)                         | 8      |
| Worldwide (IFPI)                                | 10     |
| Bảng xếp hạng (2012)                            | Vị trí |
| South Korea (Gaon International Chart)          | 173    |

| Bảng xếp hạng (2000-09)              | Vị trí |
| ------------------------------------ | ------ |
| US Billboard Hot 100                 | 25     |
| US Hot R&B/Hip-Hop Songs (Billboard) | 45     |
| US Pop Songs (Billboard)             | 40     |

| Bảng xếp hạng                | Vị trí |
| ---------------------------- | ------ |
| US Billboard Hot 100         | 160    |
| US Billboard Hot 100 (Women) | 49     |

## Chứng nhận
| Quốc gia                                                                           | Chứng nhận  | Số đơn vị/doanh số chứng nhận |
| ---------------------------------------------------------------------------------- | ----------- | ----------------------------- |
| Úc (ARIA)                                                                          | Bạch kim    | 70.000^                       |
| Đan Mạch (IFPI Đan Mạch)                                                           | Vàng        | 7.500^                        |
| Canada (Music Canada) Nhạc chuông                                                  | Bạch kim    | 10.000^                       |
| Pháp (SNEP)                                                                        | —           | 24,400                        |
| New Zealand (RMNZ)                                                                 | Bạch kim    | 0*                            |
| Hàn Quốc (Gaon Chart)                                                              | —           | 109,826                       |
| Anh Quốc (BPI)                                                                     | Vàng        | 400.000^                      |
| Hoa Kỳ (RIAA)                                                                      | 2× Bạch kim | 3,263,000                     |
| * Chứng nhận dựa theo doanh số tiêu thụ. ^ Chứng nhận dựa theo doanh số nhập hàng. |             |                               |